# Chrysichthys acsiorum
Chrysichthys acsiorum är en fiskart som beskrevs av Hardman 2008. Chrysichthys acsiorum ingår i släktet Chrysichthys och familjen Claroteidae. Inga underarter finns listade i Catalogue of Life.